# Черноглава нощна маймуна
Черноглавата нощна маймуна (Aotus nigriceps) е вид бозайник от семейство Нощни маймуни (Aotidae).

## Разпространение
Видът е разпространен в Боливия, Бразилия (Акри, Амазонас, Мато Гросо, Пара и Рондония) и Перу.